# 岩手21赤べこ野球軍団
岩手21赤べこ野球軍団（いわてにじゅういちあかべこやきゅうぐんだん）は、岩手県紫波郡矢巾町に本拠地を置き、日本野球連盟に所属していたクラブチームである。2007年に解散した。チーム名は、岩手の郷土玩具である赤べこにちなむ。

## 概要
2004年10月、四国アイランドリーグに倣った形で、東北アカデミーリーグ構想が持ち上がり、それに岩手県側から参加しようとしたのがチーム結成の発端である。チームメンバーのセレクションも行い、チーム名も『カウボーイズ岩手21』に決定していたが、本来主体となってリーグの設立を行うべき宮城県側の準備の遅れから、同構想からの離脱を宣言した。
2006年3月31日付けで日本野球連盟にクラブチームとして加盟し、社会人野球に参戦することになった。チーム名も一新し、岩手の郷土玩具である赤べこにちなみ『岩手21赤べこ野球軍団』となった。初代監督には、地元出身の元阪神の木立章成が就任し、選手はアメリカ独立リーグジャパン・サムライ・ベアーズに所属していた選手と前年限りで活動を休止したアスピア学園（兵庫県）からの移籍選手が中心となった。
社会人野球1シーズン目となる2006年は、クラブチーム激戦区の岩手県において同年の第77回都市対抗野球大会の県1次予選を圧倒的な強さで突破、また全日本クラブ野球選手権大会本大会への出場を決めた。しかし、都市対抗東北2次予選では本大会で優勝したTDKに2－1で競り勝ち第1代表決定戦に駒を進めたが、そこから2連敗し「加盟初年度の都市対抗野球本大会初出場」の偉業は達成できなかった（その後、エースの関連太郎と4番の高倉啓司はTDKの補強選手として都市対抗野球に出場、優勝を経験している）。同年8月21日には、社会人野球岩手県予選決勝の水沢駒形野球倶楽部戦で県内大会での初めての敗戦（0-1）を喫した。
2007年7月8日、第78回都市対抗野球大会の東北第3代表決定戦でJR東日本東北に2－1で競り勝ち、前年2連敗で逃した都市対抗野球大会への出場権を獲得した。岩手県勢の都市対抗本大会出場は、1987年（第58回大会）の釜石市・新日鐵釜石以来20年ぶりであった。本選では、1回戦で四国銀行に延長10回サヨナラ負けを喫した。
2007年10月、資金難を理由に創部から2年で休部となった。給料の遅配や休部・解散の可能性が報道され、休部時点で選手は12名だけとなっていた。地元企業によりチームの存続を図る動きもあったが、選手の流出が止まらず、同年12月に岩手県野球連盟に廃部届を提出、正式に廃部となった。

## 沿革
- 2004年11月 - 東北アカデミーリーグ構想に参加を表明する形でチーム作りを発表。
- 2005年 - セレクションを行い、2ランクのチーム分けを行う。また、チーム名も「カウボーイズ岩手21」に決定。
- 2006年
  - 3月 - 宮城県側の対応の遅れを不満とし、東北アカデミーリーグからの離脱を宣言、「岩手21赤べこ野球軍団」と改称して日本野球連盟に加盟。
  - 6月 - クラブ選手権東北2次予選を勝ち抜き、同大会への初出場を決める。
- 2007年
  - 3月 - 総監督に野球経験者である俳優の宇梶剛士、監督に元西武の羽生田忠克が就任すると発表。都市対抗の岩手県予選では、総監督の宇梶自身も試合に出場している。
  - 6月 - 第32回全日本クラブ野球選手権大会東北2次予選の2回戦（代表決定戦）、対郡山ベースボールクラブ戦で、4回まで14－0と大量リードしていたが、5回の攻撃で未登録選手を代打に送ったことから没収試合となり、2年連続のクラブ選手権大会を逃す。
  - 7月 - 都市対抗野球東北2次予選を勝ち抜き、同大会への初出場を決める。同月、羽生田の退部届を受理、平良和一郎が選手兼任監督に昇格。
  - 9月 - 資金難のため、休部に向けての準備に入るとの発表がされる[2]。
  - 10月17日 - 岩手県野球連盟に休部届を提出し、正式に休部[3]。
  - 12月29日 - 岩手県野球連盟に廃部届を提出[4]。

## 主要大会の出場歴、最高成績
- 都市対抗野球大会：出場1回
- 全日本クラブ野球選手権大会：出場1回
- ナショナルクラブベースボールシリーズ：出場1回

## 歴代総監督
1. 村松孝彦（最初期のみ、のち部長に）
2. 宇梶剛士（2007年3月 - 2007年12月）

## 歴代監督
1. 木立章成（2006年3月 - 2007年3月）
2. 羽生田忠克（2007年3月 - 2007年7月）
3. 平良和一郎（2007年7月 - 2007年12月）

## かつて在籍していた主な選手
- 石橋史匡 - （捕手、現：MLBロサンゼルス・ドジャース傘下マイナーコーチ）
- ウェイン・ラングレン - （投手、2006年WBCオーストラリア代表）

## 元プロ野球選手の競技者登録
- 木立章成 - 監督（元：阪神タイガース）
- 羽生田忠克 - 監督（元：西武ライオンズ）
- 前田勝宏 - コーチ兼任投手（元：西武ライオンズ、中日ドラゴンズ他）